# Odo Wöhry
Odo Wöhry (* 3. Dezember 1956 in Hieflau) ist ein österreichischer Politiker (ÖVP) und Technischer Leiter der Agrarbezirksbehörde für Steiermark und Dienststellenleiter der Agrarbezirksbehörde Stainach. Wöhry war von 2000 bis 2015 Abgeordneter zum Steiermärkischen Landtag.

## Ausbildung und Beruf
Wöhry besuchte nach der Volksschule in Weißenbach bei Liezen das Bundesoberstufenrealgymnasium Eisenerz, das er 1976 mit der Matura abschloss. Danach studierte er Forstwirtschaft an der Universität für Bodenkultur Wien und beendete sein Studium 1983 mit der Sponsion zum Dipl.-Ing., wobei er seine Diplomarbeit über die Einkommenssituation in gemischt land- und forstwirtschaftlichen bäuerlichen Betrieben verfasste. Wöhry leistete seinen Präsenzdienst 1982 in der Kaserne Aigen im Ennstal bei der Fliegerabwehr ab.
Er ist beruflich als Landesbediensteter und Technischer Leiter der Agrarbezirksbehörde für Steiermark tätig.

## Politik
Wöhry engagierte sich politisch zunächst in der Jungen Volkspartei (JVP) und war Gründungsobmann der Jungen Volkspartei in Weissenbach bei Liezen. 1983 übernahm er das Amt des Bezirksobmanns der JVP im Teilbezirk Liezen und wurde Ortsparteiobmann der ÖVP. 1985 wurde er in den Gemeinderat gewählt und übernahm im Folgejahr das Amt des Hauptbezirksobmann der JVP Liezen. Zudem war er Landesobmannstellvertreter der JVP Steiermark und ab 1988 Bezirksobmann des ÖAAB im Teilbezirk Liezen. Innerparteilich hatte Wöhry ab 1998 zudem das Amt des ÖVP-Bezirksparteiobmanns im Teilbezirk Liezen inne.
Wöhry wirkte von 1993 bis 2001 als Vizebürgermeister Weissenbach bei Liezen und vertrat die ÖVP von 2000 bis 2015 im Landtag. Dort war er Bereichssprecher für Raumordnung und regionale Entwicklung im ÖVP-Landtagsklub und hatte seine politischen Schwerpunkte nach eigenen Angaben im Bereich Arbeit und Wirtschaft sowie Ländlicher Raum.

## Privates
Wöhry ist seit 1976 verheiratet und Vater zweier Söhne (* 1977 und 1987) und einer Tochter (* 1979). Er lebt in Weissenbach bei Liezen.